# Интенсивная терапия
Интенси́вная терапи́я — комплекс лечебных мероприятий, направленных на устранение или предупреждение нарушений жизненно важных функций организма при возникших тяжёлых состояниях. Включает методы, поддерживающие (ИВЛ, инотропная поддержка, ЭИТ) или полностью замещающие (эфферентная терапия, ЭКМО) собственные функциональные системы организма. Понятие «сердечно-лёгочная реанимация (СЛР)» также относится к интенсивной терапии.

## История
В 1936 году в СССР Владимир Неговский организовал первый в мире научный реанимационный центр, названный лабораторией специального назначения по проблеме «Восстановление жизненных процессов при явлениях, сходных со смертью». В период Великой Отечественной войны он впервые применил разработанный комплекс реанимационных мероприятий для спасения раненых. В 1945—1946 годах Неговский опубликовал в Journal of the American Medical Association и Nature сообщения о клиническом опыте использования разработанного им метода сердечно-лёгочной реанимации.
Первое в мире отделение интенсивной терапии было создано в 1953 году в Копенгагене датским врачом Бьорном Ааге Ибсеном, который занимался разработкой способов искусственной вентиляции лёгких.
В 1959 году по инициативе Неговского был создан первый в СССР прообраз реанимационного отделения, который получил название «Центр по лечению шока и терминальных состояний».
Первую в мире программу обучения интенсивной терапии ввёл в США в 1960-е годы Петер Сафар.

## Показания к проведению интенсивной терапии
Сердечно-лёгочная реанимация является экстренным мероприятием, необходимость в котором возникает при остановке сердечной деятельности и прекращении дыхания. В процессе СЛР проводится анализ возможных причин остановки кровообращения и попытка их устранения. СЛР помогает выиграть время, но без устранения исходной причины — неэффективна.
В случае восстановления эффективного кровообращения продолжается комплекс мер интенсивной терапии, направленных на устранение негативных последствий остановки дыхания и/или кровообращения, дальнейшее лечение основного заболевания. Как правило, после СЛР функции организма восстанавливаются не сразу и пациент некоторое время нуждается в ИВЛ.
Интенсивная терапия применяется также с целью кондиционирования потенциального донора до прибытия представителей трансплант-координационной службы. То есть для поддержания работы сохранившихся систем органов человека, чей мозг необратимо умер.

### Порядок прекращения реанимационных мероприятий
Инструкция по определению критериев и порядка определения момента смерти человека, прекращения реанимационных мероприятий, утверждённая Минздравом России в 2003 году, предусматривает, что реанимационные мероприятия могут быть прекращены только при констатации смерти человека на основании смерти мозга или при их неэффективности в течение 30-и минут. При этом реанимационные мероприятия не проводятся при наличии признаков биологической смерти, а также при наступлении состояния клинической смерти на фоне прогрессирования достоверно установленных неизлечимых заболеваний или неизлечимых последствий острой травмы, несовместимой с жизнью или если имеется документированный отказ больного от проведения сердечно-лёгочной реанимации (статья 33 «Основы законодательства Российской Федерации об охране здоровья граждан»).

### Отделения интенсивной терапии
Все мероприятия интенсивной терапии проводятся в специализированных палатах (располагаются в отделении реанимации и интенсивной терапии), оборудованных диагностической и лечебной аппаратурой, в том числе для поддержки и контроля основных функций организма, также экспресс лабораторией с возможностью круглосуточных лабораторных исследований. Такие отделения имеются в городах с населением от 500 тысяч человек и выше, на базе многопрофильных больниц и медицинских центров с количеством мест более 800 (детские − 400).